# William Crawford Gorgas
William Crawford Gorgas (Toulminville, 3 ottobre 1854 – Londra, 3 luglio 1920) è stato un igienista e generale statunitense che ha contribuito notevolmente alla prevenzione della febbre gialla e della malaria in America centrale attraverso l'introduzione di misure di disinfestazione e lotta alle zanzare.

## Biografia
William Gorgas era nato in una famiglia colta con tradizioni militari: suo padre Josiah Gorgas, generale dell'esercito confederato, diresse la produzione industriale degli armamenti per gli Stati del Sud durante la guerra di secessione americana (1861-65) e divenne più tardi presidente dell'Università dell'Alabama, mentre la madre Amelia Gayle Gorgas, figlia dell'ex governatore dell'Alabama John Gayle, fu insegnante nella stessa università e direttrice della biblioteca, che successivamente fu a lei intitolata. Attratto dalla carriera militare, Gorgas non riuscì a entrare all'Accademia Militare degli Stati Uniti; dopo gli studi all'Università del Sud di Sewanee (Tennessee), si trasferì a New York dove conseguì la laurea in medicina al Bellevue Hospital Medical College nel 1879. L'anno dopo si arruolò nell'esercito degli Stati Uniti come medico. Trascorse i primi vent'anni della sua carriera nelle banali attività di cura in guarnigioni militari. Nel 1882 contrasse la febbre gialla a Fort Brown, nel Texas. Sopravvisse e, giudicato ormai immune dalla pericolosa malattia, venne ritenuto in grado di svolgere il servizio nelle regioni dell'America Centrale dove la febbre gialla era endemica.
La sua prima esperienza nel campo delle malattie tropicali si verificò a Cuba nel corso della guerra ispano-americana (1898) allorché le perdite americane per la febbre gialla erano tredici volte superiori a quelle dovute al fuoco spagnolo. Gorgas, ritenendo che alla base della malattia ci fossero carenze igieniche, si prodigò nel rendere pulita l'Avana; ma nella primavera del 1899 una nuova epidemia rivelò che i suoi sforzi erano stati inutili. Il cambiamento del paradigma patogenetico della malattia fu suggerito dalla Commissione per la febbre gialla guidata da Reed, e cioè che la febbre gialla era trasmessa dalla zanzara Aedes aegypti, come era stato ipotizzato anni prima da Carlos Finlay, venne accettato anche da Gorgas il quale dapprima collaborò con Reed e colleghi nella sperimentazione su volontari e successivamente si dedicò al controllo della malattia a Cuba per mezzo della disinfestazione mirata e programmata dalle zanzare. Con la libertà di azione che gli derivava dal fatto che gestiva le forze armate statunitensi in un paese occupato, Gorgas ottenne straordinari risultati bruciando le larve di zanzara con la benzina. Mentre nel 1899 si erano verificati all'Avana, una città di 230 000 abitanti, 1 300 decessi per febbre gialla, nel 1901, dopo gli interventi di Gorgas, si ebbero solo 20 decessi; ugualmente, l'incidenza della malaria (trasmessa da un altro genere di zanzare: Anopheles) crollò da 909 a 19 per 1 000 abitanti.
Gorgas fu promosso colonnello e trasferito a Panama dove la costruzione del Canale era costata fino ad allora ben 22 000 operai morti per febbre gialla. Ancora una volta Gorgas riuscì a eliminare due ostacoli principali per la costruzione del canale: Aedes aegypti della febbre gialla e, sia pure con maggior difficoltà, l'Anopheles della malaria. Oltretutto divenne molto popolare a Panamá per essere stato uno dei pochi ufficiali statunitensi ad aver appreso la lingua spagnola e i costumi degli abitanti del luogo.
Nel 1914 Gorgas venne nominato generale medico dell'esercito degli Stati Uniti e nel 1918, dopo il suo pensionamento, divenne direttore del Consiglio internazionale per la salute della Fondazione Rockefeller.